# HD 143619
HD 143619，又名CD-2811817，SAO 184049、HR 5965，是一颗恒星，视星等为6.03，位于銀經345.65，銀緯17.47，其B1900.0坐标为赤經15h 56m 27.7s，赤緯-28° 17.47′ 22″。